# Alianza Verde (Rusia)
La Alianza Verde (en ruso: Альянс зелёных) fue un partido político en Rusia, de ideología ecologista y socialdemócrata.
La historia del partido se remonta a 2009, cuando se fundó el movimiento ecológico "Alternativa Verde". En 2012 se convirtió en miembro asociado del Partido Verde Europeo.
En abril de 2012 se formó el partido Alianza de los Verdes - Partido Popular, siendo su presidente y principal iniciador Oleg Mitwol. En enero de 2014, unió fuerzas con otros partidos para formar la Alianza de los Verdes y los Socialdemócratas (Альанс зелёных и социал-демократов). 
El 12 de diciembre de 2015, como resultado de un golpe de fiesta, los líderes del partido fueron removidos en el congreso del partido y sus copresidentes fueron abolidos. Alexander Zakondyrin fue elegido nuevo presidente. Bajo el liderazgo de Sakondyrin la Alianza Verde abogó por una colaboración constructiva con el Frente Popular Panruso, bloque que apoya las políticas del presidente Vladímir Putin. El fundador del partido, Oleg Mitol, protestó contra aquello.
El 2 de octubre de 2019, la Corte Suprema liquidó al partido por falta de participación en las elecciones.